# Хпедж
Хпедж (лезг. Хпеж) — село в Курахском районе Дагестана. Входит в состав сельского поселения Сельсовет «Шимихюрский».

## Географическое положение
Расположено в 6 км к северо-западу от районного центра с. Курах на реке Хпеджчай.

## Население
| 1895 | 1926 | 1939 | 1970 | 1989 | 2002 | 2010 |
| ---- | ---- | ---- | ---- | ---- | ---- | ---- |
| 559  | ↘533 | ↘493 | ↘321 | ↘204 | ↗230 | ↗244 |
| 2021 |      |      |      |      |      |      |
| ↘238 |      |      |      |      |      |      |

Моноэтническое лезгинское село.